# Балла, Бенуа
Бенуа Балла Ондуа (фр. Benoît Balla Ondoua;  1924 — 1977) — камерунский государственный деятель. Министр иностранных дел Камеруна (1963—1965).

## Биография
В 1963—1965 годы занимал пост министра иностранных дел Камеруна. На этом посту активно занимался развитием межамериканского сотрудничества. В частности от имени Камеруна в мае 1964 года подписал Конвенцию об учреждении и перемещении лиц между Камеруном и Мали.